# العلال (السياني)

تعديل مصدري - تعديل

العلال محلة تابعة لقرية قحذان، التابعة لعزلة الازارق بمديرية السياني إحدى مديريات محافظة إب في الجمهورية اليمنية.، بلغ تعداد سكانها 67 حسب تعداد اليمن لعام 2004.